# Арфведсонит
Арфведсони́т — минерал класса силикатов. Относится к амфиболам, подсемейству щелочных амфиболов. Название минералу дано в честь шведского химика И. А. Арфведсона.
Встречается в Хибинском массиве (Кольский полуостров), Озёрном массиве (Восточная Сибирь), Норвегии, Италии, Гренландии, США, Австралии, Украине.